# ميخائيل جون غراي
ميخائيل جون غراي (بالإنجليزية: Michael John Gray)‏ هو شخصية أعمال وسياسي أمريكي، ولد في 30 يونيو 1976 في الولايات المتحدة. حزبياً، نشط في الحزب الديمقراطي. وقد انتخب عضو مجلس نواب أركنساس.